# Winter-Paralympics 2022/Teilnehmer (Kanada)
| stlisierte Goldmedaille | stlisierte Silbermedaille | stlisierte Bronzemedaille |
| ----------------------- | ------------------------- | ------------------------- |
| 8                       | 6                         | 11                        |

Kanada nahm an den Winter-Paralympics 2022 in Peking vom 4. bis 13. März 2022 teil. Es war die 12. Teilnahme des Landes an Paralympischen Winterspielen.

## Teilnehmer

### Rollstuhlcurling
| Wettbewerb      | Team |
| --------------- | --- |
| Athleten        | Mark Ideson (Skip) Jon Thurston (4) Dennis Thiessen (2) Ina Forrest (Vice) Collinda Joseph (Ersatz)                                                               |
| Vorrunde        | China (7:3) Schweiz (8:4) Lettland (10:3) Vereinigte Staaten (7:4) Schweden (3:6) Südkorea (4:9) Slowakei (8:9) Großbritannien (6:3) Estland (9:3) Norwegen (7:6) |
| Halbfinale      | China (5:9) |
| Spiel um Bronze | Slowakei (8:3) |
| Finale          | – |
| Rang            | Bronze |